# Kunst Mit Eigen-Sinn
Kunst Mit Eigen-Sinn est une exposition d'art international qui a lieu en 1985 à Vienne, au mumok, consacrée aux artistes femmes.

## Description
VALIE EXPORT, Sylvia Eiblmayr, Heidi Grundmann, Cathrin Pichler, Monika Prisch-Maier en sont les commissaires. Kunst Mit Eigen-Sinn est une réponse aux grandes manifestations internationales comme la Documenta à Cassel ou Zeitgeist à Berlin en 1982 qui ignorent en partie les artistes femmes.
Le titre de l'exposition est un jeu de mots. Eigensinn signifie au sens propre. Eigensining signifie l'entêtement, l'affirmation de soi.
Kunst Mit Eigen-Sinn a pour objectif de montrer la contribution des femmes qui échappe aux diktats du monde de l'art dominé par les hommes.
L'exposition est prévue pendant la Frauen 84 (l'année de la femme) qui a lieu à Vienne, en 1984. En raison des calendriers des musées, elle a lieu du 29 mars au 12 mai 1985.
Kunst Mit Eigen-Sinn donne une place à tous les supports artistiques notamment les nouvelles pratiques : films, vidéos, installations, performances, informatiques, photomontage, symposium et concerts. Kunst Mit Eigen-Sinn fait découvrir des pratiques artistiques avant-gardistes à la fois par les nouveaux médiums et les thèmes abordés.
Kunst mit Eigensinn explore les thèmes de l’identité, du corps fragmenté, des sexualités, des réalités sociales des femmes, des rôles genrés, des violences exercées sur les femmes. Le catalogue contient une version en allemand du texte Discourse of Others. Feminism and Postmodernism de Craig Owens. Ce texte établit un lien entre la critique féministe du patriarcat et la critique postmoderniste de la représentation. Cependant, les théories du postmodernisme ont minimiser l'apport de la critique féministe.
L'exposition est accompagnée d'un symposium et de conférences. Les œuvres exposées sont réalisées dans les années 1980 par de jeunes artistes ou des artistes confirmées. La sélection se fait sur l'engagement artistique, l'aspect novateur des questions posées par l’œuvre de l'artiste.
73 artistes sont exposées. 44 vidéastes sont programmées. Les films de 48 réalisatrices sont projetés. Les artistes  viennent d'Allemagne de l'Est, Autriche, Australie, Canada, Chine,  Espagne, États-Unis, France, Grande-Bretagne, Hongrie, Islande, Suisse, Portugal, Tchécoslovaquie et Yougoslavie.
Heidi Grundmann est chargée de la programmation vidéo,  VALIE EXPORT des films. Cathrin Pichler rédige le catalogue et organise le colloque. Monika Prischl-Maier et Silvia Eiblmayr prennent en charge l'organisation et à la mise en œuvre de l'exposition.
Elsa Prochazka crée la scénographie et développe un parcours urbanistique, à l'aide d'un mur courbe recouvert d'une fresque réalisé par Johanna Kandl et qui abrite la salle de conférence. Helena Almeida réalise l'affiche de l'exposition.

## Artistes
- Marina Abramović
- Shelagh Alexander (en)
- Helena Almeida
- Lous America
- Laurie Anderson
- Judith Barry (en)
- Gudrun Bielz
- Dara Birnbaum
- Barbara Bloom
- Lynn Blumenthal
- Vesna Viktorija Bulajic
- Helen Chadwick
- Cecelia Condit
- Kate Craig
- Terry Ewasiuk
- Rose Finn-Kelcey
- Vera Frenkel
- Isa Genzken
- Inge Grafizyx
- Izabella Gustowska
- Barbara Hammann
- Mona Hatoum
- Marianne Heske
- Julia Heyward
- Kaoru Hirabayashi
- Madelon Hooykaas
- Nan Hoover
- Mako Idemitsu
- Catherine Ikam
- Sanja Iveković
- Magdalena Jetelová
- Kirsten Johannsen
- Joan Jonas
- Carole Ann Kloranides
- Barbara Kruger
- Renate Kocer
- Brigitte Kowanz
- Naoko Kurotsuka
- Suzanne Lacy
- Marie-Jo Lafontaine
- Mary Lucier
- Marshallore
- Maxalmy
- Rita Myers
- Asta Olafsdottir
- Muriel Olesen
- Fujiko Nakaya
- ORLAN
- Frederieke Pezold
- Aysha Quinn
- Ulrike Rosenbach
- Martha Rosler
- Joyan Saunders
- Michal Shabtay
- Romana Scheffknecht
- Cindy Sherman
- Ruth Schnell
- Jill Scott
- Elsa Stansfeld
- Barbara Steinman
- Steina Vasulka
- Monika Wehrenberg
- Teresa Wennberg
- Anne Winteler
- Mariyo Yagi

## Catalogue d'exposition
- (de + en) Kunst mit Eigen-Sinn - Aktuelle Kunst von Frauen Texte und Dokumentation, Taschenbuch, 1985, 300 p. (ISBN 9783854090700)